# Зяйлево
Зя́йлево (рос. Зяйлево, башк. Йәйләү) — присілок у складі Ілішевського району Башкортостану, Росія. Входить до складу Ісаметовської сільської ради.
Населення — 181 особа (2010; 201 у 2002).
Національний склад:
- башкири — 81 %